# 富谷市立富谷小学校
富谷市立富谷小学校（とみやしりつ とみやしょうがっこう）は、宮城県富谷市富谷狸屋敷にある公立小学校。

## 沿革
富谷小学校（旧）
- 1873年（明治6年） - 仙台藩の代官所であった建物を校舎として開校。
- 1895年（明治28年） - 高等科を設置。
- 1909年（明治42年） - 南向校舎増築。
- 1974年（昭和49年）3月31日 - 西成田小学校と統合し、富谷小学校（新）へ[2]。

富谷小学校（新）
- 1974年（昭和49年）4月 - 旧・富谷小学校と旧・西成田小学校を統合し、富谷町立富谷小学校開校
- 1974年（昭和49年）6月 - 校舎落成[3]
- 1978年（昭和53年）4月 - 富谷町立富ケ丘小学校（当時）が分離・開校
- 2016年（平成28年）10月10日 - 富谷市制施行にともない現校名へ変更。

## 学区
- 富谷（南沢、高屋敷、北沢、日渡、前沖、堂ノ前、湯船沢、一枚沖、南裏、北裏、仏所、荒田沢、東沢、西沢、狸屋敷、原下、清水沢、清水仲、坂松田、宮ノ沢、矢倉下、内田、新町、桜田、原前北、原前南、根崎沢、熊野、奈良木沢上、奈良木沢下、関ノ川）
- 一ノ関（段ノ沢、南沖、北沖、コウスノ、鎌田、清水沢、高田、向川原、西川原、西川原山、袋川原、臑合山、臑合沢、カナエ田、川又山、鍋田山、清水ケ沢山、舞台、島田、堰下、新南沖、新北沖）
- 二ノ関（稗田、身洗、原、原下、内ノ目、清水沢、塩カラ、舘下、舘山、中坪、相良、大沢、田子沢、川原、袋、袋東、内ノ目前、内ノ目下、石名坂、竹林、鹿ノ山、原在家山、南田子沢、新原下、新内の目前、中道北、中道南、新六反田）
- 三ノ関（三枚橋、西沖、東沖上、本木上、太子堂西、太子堂東、太子堂上、太子堂下、太子堂中、坂ノ下、白旗、神社東、神社前上、神社前下、狼沢、馬場沢、馬場沢下、膳部沢上、膳部沢下、蛤、山田、本木西、本木東）
- 志戸田（塩釜、野田、田子沢山、田子沢、北田子沢、大道下、宮前、桧木、上桧木、下桧木、渋井、上川原、原前、鴇丁、沢田、千苅田、切添、三ケ森、平成北、平成南、新塩釜）
- 穀田（要害、土間沢一番、土間沢二番、郷ノ目、丸森一番、丸森二番、石沢、三百刈、岩下、立石、釜ノ沢、土屋沢の一部、松場、高屋敷、瀬戸ノ沢、花ノ沢、瀬ノ木、菅ノ沢、角力沢）
- 大童（下八幡、上八幡、岩木沢、養禅寺、八乙女、新八乙女、新養禅寺、新檀ノ下、檀ノ下）
- 今泉（巻貫、富ケ崎、水神沢、坂ノ下、上中田、新鶴巻、鶴巻、亀水作、三ツ沢、松木沢、松木沢前、瀬戸ケ沢、寺前、後沢、八幡下、四百刈、稲荷下、沢目、砂山、小谷地、樋口、槻道、鍛冶ケ沢、大沢、堤沢、深苗代、新後沢、新亀水作、宮前、新玉貫、新上中田、上の沢、新巻貫、新坂ノ下、新深苗代）
- 大亀（袋一番、袋二番、袋三番、間渡一番、間渡二番、間渡三番、和合田一番、和合田二番、内名子一番、内名子二番、大沢一番、大沢二番、佐野一番、佐野二番、滑理川一番、滑理川二番、漆穂一番、漆穂二番、漆穂三番、新袋）
- 石積（大道渕、西風沢、梅木町、細田、川向、広表前、北沢田、苅又前、鵐沢、堂ケ沢、荒屋敷前、勝負沢、道栗、長栄前、十文字、三合田沢、三合田前、中町、堀田、塚田、松貝、猿田）
- 明石（宮前の一部、上桜ノ木の一部、下向田、祭田、下折元、上折元、西ノ入、下寺前の一部、玉抜、原川戸、畑下、二反目、四反目、杉ノ入の一部、下犬ケ沢の一部、上犬ケ沢の一部、下桜ノ木の一部、上向田）
- 西成田（長柴一番の一部、屋敷添の一部、下八百刈、荒井向東、荒井向、荒井向西二番、千刈沖、白鳥、郷田一番、郷田二番、郷田三番、追分、榎町、上地蔵堂、下地蔵堂前、竹ノ下一番、竹ノ下二番、上八百刈、川原田、金ケ崎、南田、寺前、中沢の一部、山ノ神）
- 太子堂1丁目、太子堂2丁目、ひより台1丁目、ひより台2丁目[4]

## 卒業後
- 富谷市立富谷中学校に進学する。